# Sergej Mikaeljan
Sergej Mikaeljan (russisk: Серге́й Гера́симович Микаэля́н) (født 1. november 1923 i Moskva i Sovjetunionen, død 10. december 2016 i Sankt Petersborg i Rusland) var en sovjetisk film- og teaternstruktør.
Efter at have gjort tjeneste i 2. verdenskrig
 blev han uddannet ved det russiske akademi for teaterkunst på instruktørlinjen, hvorfra han fik eksamen i 1951. Han gennemførte i 1959 et yderligere uddannelse som filminstruktør ved Mosfilm.
Sergej Mikaeljan opsatte teaterforestillinger i Saratov, Gorkij, Moskva og Leningrad og arbejdede i 1954-56 også som chefinstruktør ved Tashkents Russiske Teater. I 1956 blev han ansat som direktør for filmstudiet Lenfilm.  Fra 1959 til 1961 var han direktør for Gorkij Film Studio. Efter 1989 var han kunstnerisk direktør for “Petropolis" studiet.
Mikaeljan instruerede 10 film mellem 1965 og 1986. Den mest kendte, Forelsket efter eget ønske fra 1983 deltog ved Filmfestivalen i Berlin.
Han blev i 1976 tildelt USSR's statspris.
Han døde den 10. december 2016 i Sankt Petersborg og er begravet ved Serafimovskoe kirkegården.

## Filmografi
- Idu na grozu (Иду на грозу, 1966)[9][10]
- Grossmejster (Гроссмейстер, 1972)
- Premija (Премия, 1975)
- Vdovy (Вдовы, 1976)
- Forelsket efter eget ønske (Влюблён по собственному желанию, 1983)
- Rejs 222 (Рейс 222, 1985)